# Rolandhospital

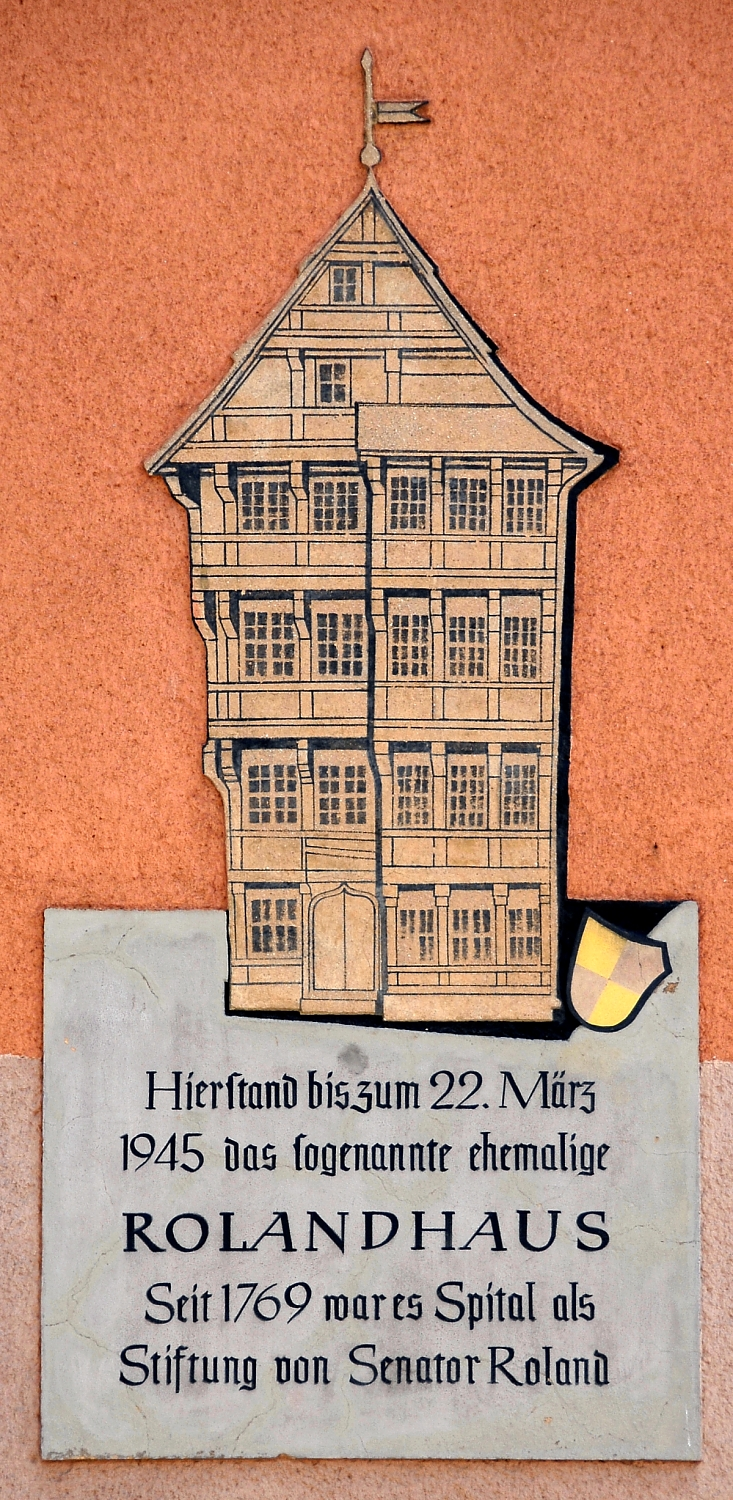
Lapide che ricorda il Rolandhospital

Il Rolandhospital era una casa a graticcio, situata nel centro storico di Hildesheim, in Germania.
Era situata all'incrocio tra la Eckemekerstraße e la Rolandstraße (oggi ridenominata Kardinal-Bertram-Straße).
Venne fatta edificare nell'anno 1611 da Simon Arnholt von Hirsfelt, originario dell'Assia, come riportava l'iscrizione sulla facciata principale. Nel XVIII secolo venne acquisita dal più importante benefattore della città, il senatore Johann Erasmus Roland (1695-1769), che la adibì ad ospedale per i cittadini evangelici bisognosi. Passata nuovamente in mani private, venne riattata ad abitazione. La sua facciata era riccamente decorata con scene bibliche intagliate nei pannelli in legno che la ornavano.
Andò completamente distrutta il 22 marzo 1945, durante il bombardamento incendiario che annientò il centro storico della città.
Solo una lapide, posta sull'edificio moderno che ne occupa il posto, ricorda oggi questo magnifico gioiello architettonico scomparso.